# Lento Violento... e altre storie
Lento Violento... e altre storie è un album di Gigi D'Agostino, uscito il 27 aprile 2007.
L'album racchiude 35 brani in stile lento violento, suddivisi in due cd. Le canzoni di questo disco sono un mix alternato di brani lenti e di brani cosiddetti lenti violenti.
La canzone Gioco armonico contiene il vocalizzo di Bla Bla Bla.

## Tracce

### CD 1
1. E di nuovo cambio casa (Gigi D'Agostino)
2. Impressioni di settembre (bozza grezza) (Franco Mussida, Mogol, Mauro Pagani)
3. L'uomo sapiente (Gigi D'Agostino)
4. Gigi's Love (Volando) (Gigi D'Agostino)
5. Vorrei fare una canzone (Gigi D'Agostino Tanz) (Gigi D'Agostino & Magic Melodien)
6. Ginnastica mentale F.M. (Gigi D'Agostino)
7. Please Don't Cry (Gigi D'Agostino F.M. Tanz) (Gigi D'Agostino & The Love Family)
8. Passo folk (Lento Violento Man)
9. Lo sbaglio (Orgoglio Mix) (Gigi D'Agostino)
10. Arcobaleno (Gigi D'Agostino)
11. Solo in te (Gigi D'Agostino F.M. Trip) (Gigi D'Agostino & Ludo Dream)
12. Ho fatto un sogno (F.M.) (Gigi D'Agostino)
13. Gioco armonico (Gigi D'Agostino)
14. Viaggetto (Gigi D'Agostino & The Love Family)
15. Stand by Me (Gigi D'Agostino & Luca Noise Trip) (Gigi D'Agostino & The Love Family)
16. Il cammino (Gigi D'Agostino F.M. Tanz) (Dimitri Mazza & Gigi D'Agostino)
17. Ginnastica mentale (Gigi D'Agostino)
18. Un mondo migliore (Gigi D'Agostino)
19. Lo sbaglio (Teatro Mix) (Gigi D'Agostino)

### CD 2
1. Ininterrottamente (Gigi D'Agostino)
2. Capatosta (Lento Violento Man)
3. Pietanza (Lento Violento Man)
4. Oscillazione Dag (Lento Violento Man)
5. Passo felino (Lento Violento Man)
6. Endis (Lento Violento Man)
7. Tira e molla (La tana del suono)
8. Raggi Uonz (Lento Violento Man)
9. La batteria della mente (Lento Violento Man)
10. Passo folk (Marcia tesa) (Lento Violento Man)
11. Legna degna (F.M.) (Lento Violento Man)
12. Tordo sordo (Lento Violento Man)
13. Please Don't Cry (Gigi D'Agostino Tanz) (Gigi D'Agostino & The Love Family)
14. Ho fatto un sogno (Gigi D'Agostino)
15. Un mondo migliore (B Side) (Gigi D'Agostino)
16. Voyage (Assaggio Mix) (Gigi D'Agostino)